# Acalyptris psammophricta
Acalyptris psammophricta là một loài bướm đêm thuộc họ Nepticulidae. Nó được miêu tả bởi Edward Meyrick năm 1921. Nó được tìm thấy ở vùng từ phía tây Ấn Độ cho tới Tunisia và bắc Mông Cổ, bao gồm Pakistan, Iran, Các Tiểu vương quốc Ả Rập Thống nhất, Israel và Libya.
Môi trường sống của loài này bao gồm sa mạc và các đụn cát ven biển
Loài có cánh dài 4.9–6.9 mm đối với con đực và 5.1–6.4 mm đối với con cái. Con trưởng thành bay từ tháng 2 đến tháng 5 đến vùng Trung Đông và Bắc Phi, từ tháng 5 đến tháng 6 và tháng 8 đến tháng 9 đến vùng Trung Á và vào tháng 10 đến Ấn Độ.